# フィースト2/怪物復活
『フィースト2/怪物復活』（かいぶつふっかつ、原題：Feast 2: Sloppy Seconds）は、2008年のアメリカ映画。2006年の『The FEAST/ザ・フィースト』の続編。アメリカではビデオ映画だったが、日本では劇場公開される。主演は前作にも出演したダイアン・ゴールドナーで、死亡したハーレー・ママの双子の姉妹という設定である。

## ストーリー
テキサスのバーでのモンスターとの死闘から一夜。バイカー・クイーン（ダイアン・ゴールドナー）は殺戮現場となったバーを訪れ、双子の妹の手首を発見する。バーテン（クルー・ギャラガー）から、妹は囮にされて殺されたことを聞いたクイーンは、犯人たちに復讐をするために街へと向かう。だがその街もすでにモンスターに襲われたあとであり、ゴーストタウンになっていた。

## キャスト
| 役名               | 俳優                         | 日本語吹替 |
| ------------------ | ---------------------------- | ---------- |
| ハニー・パイ       | ジェニー・ウェイド           | 小林さやか |
| バイカー・クイーン | ダイアン・ゴールドナー       | 唐沢潤     |
| バーテン           | クルー・ギャラガー           | 佐々木梅治 |
| シークレット       | ハンナ・パットナム           | 恒松あゆみ |
| グレッグ           | トム・ギャラガー             | 大川透     |
| スラッシャー       | カール・アンソニー・ペイン   | 高木渉     |
| サンダー           | マーティン・クレバ           | 後藤哲夫   |
| ライトニング       | フアン・ロンゴリア・ガルシア |            |
| ホボ               | ウィリアム・プラエル         | 田中正彦   |
|                    | ジュダ・フリードランダー     |            |

字幕翻訳：加藤真由美 
吹替翻訳：前田美由紀 

## スタッフ
- 監督：ジョン・ギャラガー
- プロデューサー：マイケル・リー
- 脚本：パトリック・メルトン、マーカス・ダンスタン
- 撮影：ケヴィン・アトキンソン
- 衣装：ジュリア・バーソロミュー
- 音楽：スティーヴン・エドワーズ
- ヘアスタイリスト：マイケル・デイヴィス
- プロダクション・デザイン：エルマンノ・ディ・フェボ=オルシーニ
- メイクアップ：マンディ・クレーン